# Пауль Шеррер
Пауль Шеррер (нім. Paul Scherrer; 3 лютого 1890, Санкт-Галлен — 25 вересня 1969, Цюрих) — швейцарський фізик-експериментатор. Народився у Герізау, Швейцарія. Навчався в Цюриху, Кеніґсберзі, Ґеттінгені (Німеччина). Став головою фізичного факультету Швейцарського федерального інституту технології.

## Життя і творчість
Шеррер спочатку почав навчатися ботаніки у 1908 в ETH (нім. Eidgenössische Technische Hochschule Zürich) в Цюриху, проте через два семестри змінив дисципліну на фізику і математику. У 1912 він переїхав на один курс в Кеніґсберг, а закінчив навчання в Ґеттінгені. У 1916 в Ґеттінгені він захистився під керівництвом П. Дебая на ступінь доктора наук на тему «Ефект Фарадея в молекулі водню». У той же час він розробив метод порошкової дифракції разом з П. Дебаєм, який згодом отримав назву метод Дебая-Шеррера. У 1918 написав рівняння для визначення розмірів частинок порошку по розширенні рентгенівських ліній дифракції.
Шеррер отримав у Ґеттінгені посаду приват-доцента, а у 1920 отримав звання професора в ETH у Цюриху. У 1927 він став головою Інституту експериментальної фізики. У 1930-і Шеррер почав спеціалізуватися в ядерній фізиці, ставши в 1946 президентом Schweizerischen Studienkommission für Atomenergie — швейцарської Комісії з дослідження ядерної енергії. У 1954 взяв участь в заснуванні ЦЕРНу.
З 1958 року стає головою швейцарської комісії з атомних наук. У 1960 стає професором — емеритом.